# Samra Gulamović
Samra Gulamović (r. u Sarajevu), bh. dirigentica. Digira Sarajevskom filharmonijom.

## Životopis
Rođena u Sarajevu. U rodnom gradu je završila osnovnu i srednju glazbenu školu. Upisala je Muzičku akademiju na odsjeku za kompoziciju i dirigiranje u klasi red. prof. Teodora Romanića. Već kao studentica dirigirala je Opernim zborom Narodnog kazališta u Sarajevu. Od 1995. radi kao umjetnička rukovoditeljica sarajevskog vokalnog okteta Preporoda, s kojim izvodi djela bh. kulturnog stvarateljstva po BiH, Austriji, Njemačkoj, Turskoj, Maroku i dr. Preporod je objavio svoj prvi CD 2003. u produkciji javnog servisa BHT. Gulamović je 1997. u Francuskoj na seminaru za dirigente. Javni diplomski koncert održala je 1998. godine. Dirigirala je orkestrom Sarajevske filharmonije. Završivši Muzičku akademiju, zaposlila se kao asistentica-dirigentica u Sarajevskoj filharmoniji. U Švicarskoj je prvi put održala koncert izvan BiH. Bilo je to s međunarodnim simfonijskim orkestrom A.I.D.I.M.O.S. u Baselu. Drugi put bilo je 1999. u Lyonu (Francuska).
Osnovala je ženski vokalni ansambl Allegro, koji se prvi put međunarodno predstavio 1999. godine. Nastup je bio na Cipru. S Allegrom je najvažnije nastupe ostvarila lipnja 2001. na međunarodnome glazbenom festivalu u Fivizzanu u Italiji. Ondje su pobijedile. Drugi veliki uspjeh je srebrena medalja na Zborskoj olimpijadi u Koreji 2002. godine. Prestiž je tim veći jer to je najveće natjecanje zborova na svijetu. Niz uspjeha nastavili su drugim mjestom na međunarodnom festivalu Isola del Sole u talijanskom Gradu 2003., za što su dobili srebrnu diplomu. Pobijedili su 2007. godine u kategoriji vokalnih ansambla na I. međunarodnom festivalu zborske glazbe Lloret de Mar u Kataloniji. Direktoricom je Sarajevske filharmonije od 2008. godine. u dva mandata, od 2008. do 2016. godine. Napravila je zaokret u djelovanju filharmonije čime gaje iz ratnog i postratnog načina i mentaliteta djelovanja odvela na put orkestra 21. stoljeća. Ostvarila je projekt koji je čekao već neko vrijeme, a to je bilo u potpunosti obnoviti glazbala. Idejna je kreatorica, realizatorica i urednica prve monografije Sarajevske filharmonije koja je izašla date povodom 90. godina djelovanja. Gulamović je inicirala i odredila novi vizualni identitet orkestra. Radi povećanja zanimanja za ovu vrstu umjetnosti, stvorila je niz programa za djecu, mladež te za one koji će tek postati ljubitelji klasične glazbe.
Kao dirigentica usmjerila se na klasični repertoar. Koncertirala je uspješno s brojnim poznatim solistima kao što su Ivo Pogorelić, Sergej Krylov, Vadym Holodenko, Alena Bajeva, Ann Gastinel, Aleksandr Buzlov i dr. Sa Sarajevskom filharmonijom dirigirala je na više od 100 koncerata u BiH (u Sarajevu, Mostaru, Brčkom, Goraždu, Tuzli, Zenici...), te je održala koncerte u Ljubljani (Slovenija) 1999. godine i u Potenzi (Italija) 2005. godine. Poslijediplomski je završila 2008. godine u klasi Julia Marića i stekla je naslov magistrice dirigiranja.
Od 2009. dirigenticom je Baleta Narodnog kazališta u Sarajevu. Ostvarili su veliki broj predstava (Uspavana ljepotica, Orašar, Giselle, Dama s kamelijama, Carmen, Coppélia, Vragolasta djevojka i dr.) što je čini osim simfonijskom, i vodećom baletnom bosanskohercegovačkom dirigenticom. Rezidentna je dirigentica Sarajevskih večeri glazbe, najvećeg festivala klasične glazbe u BiH.

## Priznanja
Uz uspjehe sa svojim ansamblima, ostvarila je priznanja i kao privatna osoba. Časopis Žena 21 je proglasio za najuspješniju ženu iz područja Umjetnosti za 2001. godinu. 2008. godine Centar za mir Sarajevo nagradio ju je nagradom Slobodom doprinos humanizmu, borbi za ljudska prava i slobodu u Bosni i Hercegovini, Europi i svijetu.